# Nuraghe Maiori
Il nuraghe Maiori (o Majori) è ubicato a pochi chilometri dal centro abitato di Tempio Pausania.

## Descrizione
Si presenta con una struttura del tipo monotorre, costruito interamente in granito, è del tipo a corridoio centrale, presenta una tipologia mista tra l'impianto dei nuraghe a corridoio e di quelli a thòlos con corridoio centrale e camere binarie, ha una struttura massiccia e irregolare, il cui soffitto del pianterreno è ancora integro.
Il bastione è raggiungibile attraverso una scala accessibile dal cortile. L'ingresso conduce ad un corridoio centrale, con copertura ad ogiva, che attraversa in senso longitudinale tutta la costruzione e sbuca su un grande cortile.